# Espargos
Espargos (abgeleitet vom port.: espargo „Spargel“) ist die Hauptstadt der Insel Sal, einer der neun bewohnten Inseln der Republik Kap Verde.

## Geografie

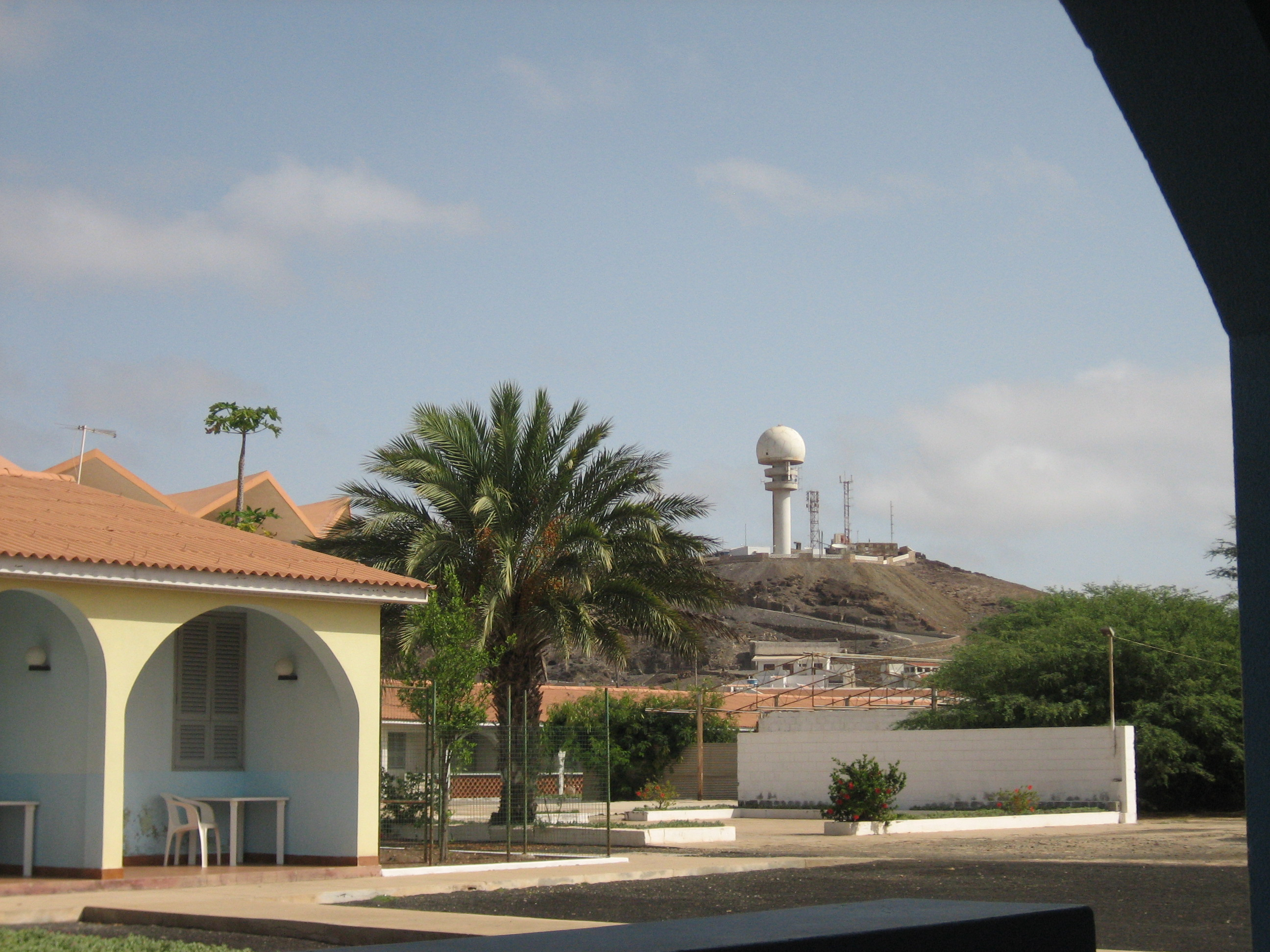
Zeichen früherer vulkanischer Aktivität: Der Monte Curral mit der Radarstation der Flugsicherheit

Espargos liegt in zentraler Position inmitten der kleinen Insel und unmittelbar nördlich des internationalen Flughafens „Aeroporto Internacional Amílcar Cabral“ (IATA-Code: SID). Die Inselhauptstadt ist einer Berechnung von 2005 zufolge mit 6137 Einwohnern die zweitgrößte Stadt auf Sal. Am Ortseingang laufen alle befestigten Straßen der Insel zusammen: Die Hauptverbindung in Richtung Süden führt vorbei am Flughafen und an der Feriensiedlung Murdeira bis in das eigentliche touristische Zentrum Santa Maria an der Südküste. Weitere Straßen verbinden Espargos mit dem kleinen Dorf Pedra de Lume an der Ostküste und mit Palmeira, dem Hafen von Sal, an der Westküste. Über Sandpisten gelangt man auch weiter in den unbewohnten Nordteil der Insel.
Die Stadt ist quasi um den Hausberg, den etwa 107 m hohen Monte Curral, herum entstanden. Die wüstenartige Landschaft ist ringsum flach und eben, wie es für Sal typisch ist. Der Gipfel des vulkanisch entstandenen Monte Curral wurde eingeebnet. Auf seiner Spitze befindet sich heute die Radarstation, die der Überwachung des Flugverkehrs dient, sowie einige Sendemasten,  welche die Insel mit Rundfunkprogrammen und dem mobilen Telefonnetz versorgen. Der Ortskern liegt an der südwestlichen Flanke des Berges. Dort befinden sich u. a. die örtliche Kirche, die Markthalle und die Inselverwaltung.

## Geschichte

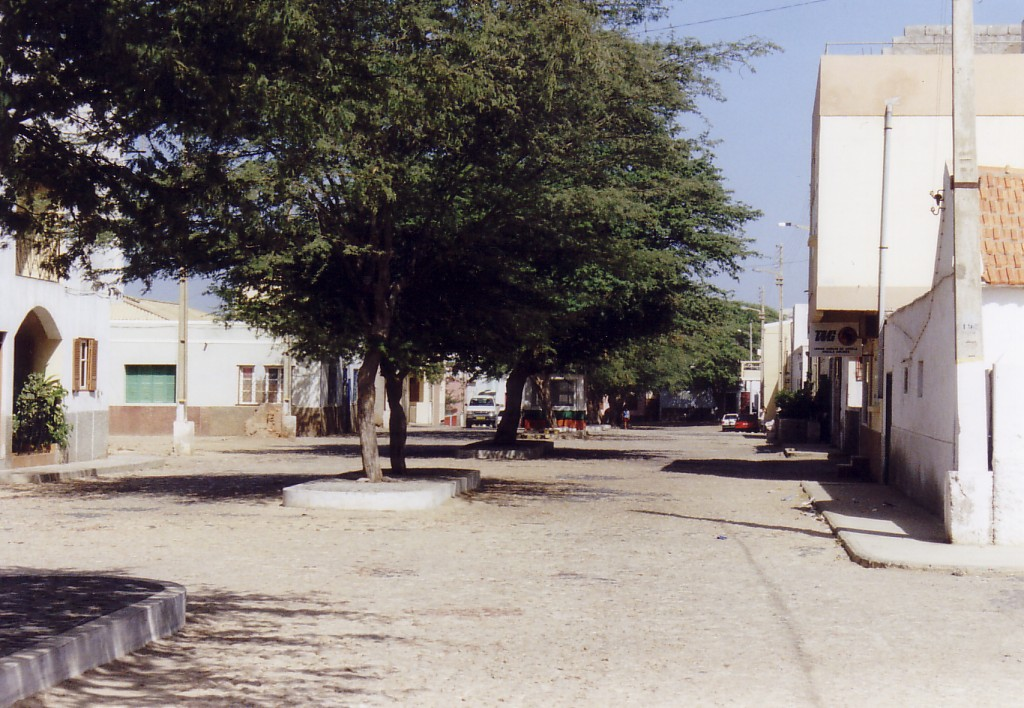
Eine Straße im Stadtkern von Espargos

Als die Kapverdischen Inseln im 15. Jahrhundert entdeckt und besiedelt wurden, wurde zunächst der Lebensraum an den Küsten erschlossen, wo auch die ersten Siedlungen entstanden. Espargos ist hingegen recht jung. Der Ort entstand zur Zeit des Zweiten Weltkriegs. 1939 hatte sich Mussolini von der Kolonialregierung Portugals das Recht zum Bau eines Durchgangsflughafens zwischen Europa und Südamerika auf der Insel Sal gesichert. Gegen Ende des Krieges war am Monte Curral nördlich des Flughafens eine Ansammlung von Wohnbaracken entstanden, woraus sich später der Ort entwickelt hat. Seither ist Espargos stark gewachsen. Der Name des Ortes leitet sich vom wildwachsenden Spargel ab, der rund um die Stadt wächst in dem seltenen Fall, dass es auf Sal regnet. Der Spargel ist jedoch ungenießbar.
Als eine Folge des Kriegsverlaufs mussten sich die Italiener schnell wieder aus dem Flughafenprojekt zurückziehen. Die portugiesische Regierung übernahm jedoch 1945 die Fortführung des Baus. Vier Jahre später war daraus ein funktionstüchtiger Transitflughafen auch für den interkontinentalen Verkehr entstanden, der seit jener Zeit ständig verbessert und erweitert wurde.

### Einwohnerentwicklung
| Jahr                         | Einwohnerzahl |
| ---------------------------- | ------------- |
| 1990 (23. Juni, Zensus)      | 5.778         |
| 2000 (16. Juni, Zensus)      | 5.456         |
| 2003 (Schätzung)             | –             |
| 2005 (1. Januar, Berechnung) | 6.173         |

## Wirtschaft
Da in Espargos alle Verkehrswege zusammenlaufen und hier auch die Verwaltung ihren Sitz hat, stellt die Stadt das wirtschaftliche Zentrum dar. Dabei besitzt Sal weder nennenswerte Rohstoffvorkommen noch eigene Produktionsstätten. Der bestimmende Wirtschaftsfaktor ist der Flughafen, der Sal zu einem internationalen Drehkreuz innerhalb der Kapverden macht. Dieser war auch ausschlaggebend dafür, dass sich der wirtschaftlich bedeutsame Tourismus auf der Insel Sal zuerst etablieren konnte.

## Persönlichkeiten
- Lidiane Lopes (* 1994), Sprinterin